# Mercadillo (Vizcaya)
Mercadillo es una entidad de población española del municipio de Sopuerta, perteneciente a la provincia de Vizcaya, en la comunidad autónoma del País Vasco.

## Historia
Hacia mediados del siglo XIX, el lugar ya pertenecía a Sopuerta. Aparece descrito en el undécimo volumen del Diccionario geográfico-estadístico-histórico de España y sus posesiones de Ultramar de Pascual Madoz con las siguientes palabras:

MERCADILLO: l. en la prov. de Vizcaya, part. jud. de Balmaseda, term. de Sopuerta, de cuya igl. es aneja la parr. de este l., dedicada á Ntra. Señora.
(Madoz, 1848, p. 384)

En 2023, la entidad singular de población tenía empadronados 871 habitantes y el núcleo de población, 868.